# Горшков, Гордей Олегович
Гордей Олегович Горшков (род. 11 февраля 1993 года в Санкт-Петербурге, Россия) — российский фигурист, выступавший в одиночном катании. Серебряный призёр зимней Универсиады в 2013 году, победитель Финала Кубка России 2015 года. Мастер спорта России.

## Карьера

### Начальный период
Гордей Горшков родился в Санкт-Петербурге в 1993 году в семье фигуристов Светланы Французовой и Олега Горшкова. Начал заниматься фигурным катанием в возрасте 5 лет. Первый тренер Наталья Голубева, после перешёл в группу к Евгению Рукавицыну. Много лет входил в состав сборных команд России. После сезона 2007/08 Гордей Горшков поменял наставника и начал тренироваться у Алексея Урманова.
Пять сезонов выступал в серии Гран-при среди юниоров, один раз под руководством Урманова смог отобраться в финал юниорской серии Гран-при сезона 2011—2012 где занял 8-е место. По окончании этого сезона Горшков решил себя попробовать в парном катание. Следующий сезон по этой причине он пропустил попытка была неудачной, и он вернулся в одиночное катание к прежнему своему тренеру Рукавицыну.

### Возвращение в одиночное катание
Сезон 2013/2014 Гордей Горшков начал на турнире в Граце (Австрия), где выиграл третье место. Выступал в родном городе на мемориале Панина, где оказался вторым. В конце ноября был включён в сборную России на Универсиаду в Италии. К удивлению многих после первого дня соревнований он оказался вторым, а произвольную программу даже выиграл. Однако в сумме остался на втором месте. Там он обновил свои показатели во всех видах программы.
Через две недели он выступал на российском чемпионате, где немного улучшил показатели в короткой программе, но неудачно откатал произвольную и оказался лишь на двенадцатом месте.
Послеолимпийский сезон Горшков начал на Мемориале Непелы в Словакии, где занял третье место. В произвольной программе фигурист пытается исполнять прыжок четверной риттбергер, до сих пор в мире никем чисто не исполненный. Через месяц на турнире в Риге Горшков неплохо выступил на Кубке Вольво в короткой программе, он улучшил свои спортивные достижения. После произвольной остался на втором месте после российского фигуриста Петрова. На российском чемпионате он занимал после короткой программы 7-е место, однако в произвольной финишировал на 4-м месте. Это позволило ему впервые подняться на пятое место. Как и прошлый год Горшков был направлен на зимнюю Универсиаду, однако на этот раз он выступил не совсем удачно. На завершающем старте сезона он выиграл финал Кубка России.
Удачно он стартовал и в новом сезоне 2015/2016 годов. На Мемориале Непелы он оказался вновь на третьем месте. Были улучшены достижения во всех трёх категориях. В начале декабря на турнире в Загребе он улучшил свои достижения в короткой программе и занял четвёртое место. На национальном чемпионате выступил очень удачно, в сложной борьбе финишировал на четвёртом месте.
Новый предолимпийский сезон Гордей начал на Мемориале Непелы в Словакии, после короткой программы он шёл на третьем месте, но неудачно откатал произвольную программу и в итоге оказался на пятом месте. В начале ноября российский фигурист выступал на домашнем этапе Гран-при в Москве, где на Кубке Ростелекома занял место в середине турнирной таблицы. При этом он улучшил свои прежние достижения в сумме и произвольной программе.

## Спортивные достижения

### После сезона 2015/2016
| Соревнования/Сезон                | 2016—2017 |
| --------------------------------- | --------- |
| Этапы Гран-при: Кубок Ростелекома | 9         |
| Мемориал О. Непелы                | 5         |

### До сезона 2015/2016
| Соревнования                        | 2007—2008 | 2008—2009 | 2009—2010 | 2010—2011 | 2011—2012 | 2013—2014 | 2014—2015 | 2015—2016 |
| ----------------------------------- | --------- | --------- | --------- | --------- | --------- | --------- | --------- | --------- |
| Золотой конёк Загреба               |           |           |           |           |           |           |           | 4         |
| Мемориалы Ондрея Непелы             |           |           |           |           |           |           | 3         | 3         |
| Турнир в Граце                      |           |           |           |           |           | 3         |           |           |
| Кубки Вольво                        |           |           |           |           |           |           | 2         |           |
| Зимние Универсиады                  |           |           |           |           |           | 2         | 5         |           |
| Чемпионаты мира среди юниоров       |           |           |           | 9         |           |           |           |           |
| Чемпионаты России                   | 12        |           | 8         | 6         | 8         | 12        | 5         | 4         |
| Финал Кубка России                  | 1 J       |           | 1 J       |           | 3         | 2         | 1         |           |
| Первенство России среди юниоров     | 8         | 6         | 4         | 3         |           |           |           |           |
| Финалы юниорского Гран-при          |           |           |           | 8         |           |           |           |           |
| Мемориал Н. А. Панина               |           |           | 3 J       |           | 1 J       | 2         |           |           |
| Этапы юниорского Гран-при, Германия |           |           | 3         | 2         |           |           |           |           |
| Этапы юниорского Гран-при, Болгария | 8         |           |           |           |           |           |           |           |
| Этапы юниорского Гран-при, Япония   |           |           |           | 4         |           |           |           |           |
| Этапы юниорского Гран-при, Австрия  |           |           |           |           | 2         |           |           |           |
| Этапы юниорского Гран-при, Польша   |           |           | 3         |           |           |           |           |           |

J — выступал в юниорской группе.